# Meta (tecla)

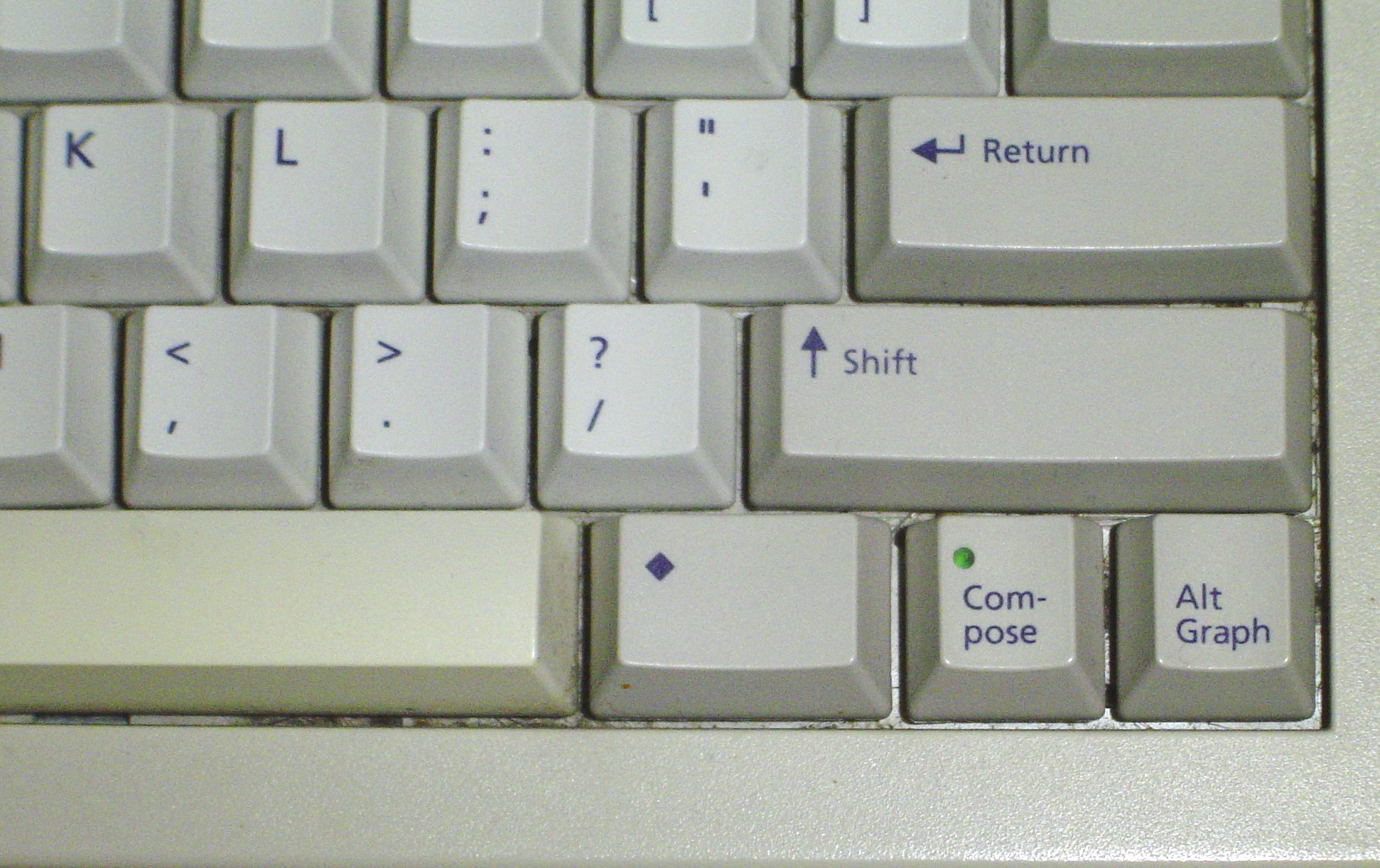
Teclado Sun con la tecla meta (entre la barra espaciadora y la tecla Compose).

La tecla Meta ◆ es una tecla especial en los teclados de MIT, space-cadet keyboard, y también en los teclados de Sun Microsystems, con el símbolo de un diamante.
Esta tecla tiene una funcionalidad similar a la tecla comando de los Macintosh, que también tiene la misma ubicación. En los teclados que no tiene esta tecla, la funcionalidad de la tecla meta, si es que tiene, puede ser usada con las teclas Alt, la tecla Windows o la tecla escape (como por ejemplo en Emacs).

También en el sistema linux la tecla Meta es nombrada como la tecla de Windows